# Xyridaceae

## Introdução
A família Xyridaceae pertencente à ordem Poales e é formada por plantas herbáceas, em sua maioria perenes e acaules, que ocorrem preferencialmente em solos brejosos e úmidos das regiões tropicais e subtropicais (Smith & Downs 1968). Essa família é composta por cinco gêneros  e cerca de 350 espécies com distribuição pantropical. A maior parte das espécies Xyris se encontra na América do Sul, sendo encontradas no Brasil 138 espécies dos gêneros Xyris e Abolboda.

## Descrição
Fruto não carnoso; deiscentes; uma cápsula. Cápsulas loculicidas. Sementes endospérmicas. Endosperma oleoso, ou não oleoso. Sementes aladas, ou sem asas. Embrião rudimentar no momento da liberação das sementes para fracamente diferenciado (pequenas e grandes). Os cotilédones (1 bifacial).
Folhas rosuladas ou distribuídas ao longo do caule, espiraladas ou dísticas; bainha foliar aberta, algumas vezes com lígula marginal na transição da bainha para a lâmina (Xyris e Achlyphila); lâmina isobilateral (Xyris e Achlyphila) ou bifacial, achatada, elíptica, cilíndrica ou filiforme. Inflorescência lateral ou terminal, em geral espiga no ápice de um escapo áfilo (Xyris) ou bracteado (Abolboda e Orectanthe) portando brácteas imbricadas ou inflorescência ramificada e pedunculada (Achlyphila) ou mais raramente séssil (Aratitiyopea).
Flores trímeras, heteroclamídeas; sépalas geralmente três, dimórficas (Xyris, Abolboda e Orectanthe), sendo a abaxial ou anterior diferente das duas adaxias (laterais) ou raramente a sépala adaxial suprimida (Abolboda); pétalas amarelas, azuis, púrpuras ou brancas, concrescidas entre si ou livres; estames epipétalos (exceto Achlyphila); anteras tetrasporângiadas, deiscência longitudinal, latrorsa ou introrsa; grão de pólen elipsoide e sulcado ou esferoidal e inaperturado; ovário com três lóculos ou mais raramente um, pluriovulado ; placentação basal, supra-basal, central-livre ou parietal, óvulos anátropos, campilótropos ou ortótropos; glândula dorsal desenvolvida e pedicelada no ápice do ovário (Aratitiyopea e Orectanthe), ou delicada, desigual ao longo do estilete (maioria das Abolboda), ausente em Xyris; estilete simples, em geral 3-ramificado na região apical, estigma plumoso (exceto Achlyphila).

## Distribuição
A Xyridaceae possui distribuição essencialmente tropical e subtropical, com poucos representantes de Xyris nas zonas temperadas da América, Ásia e Austrália (Campbell 2004). Compreende cerca de 400 espécies, distribuídas em cinco gêneros: Aratitiyopea Steyerm. & P.E. Berry e Achlyphila Maguire & Wurdack (ambos monoespecíficos), Orectanthe Maguire (duas espécies), Abolboda Bonpl. (23 espécies) e Xyris L., o maior gênero (cerca de 360 espécies). Os representantes do gênero Xyris habitam preferencialmente formações campestres, em áreas de solo úmido ou periodicamente alagado (Kral 1983, 1988, Wanderley 1992, 2003, Campbell 2005, Campbell et al. 2009, Wanderley & Silva 2009). 
No Brasil, o gênero Xyris ocorre predominantemente nos campos rupestres, sendo bem representado na Cadeia do Espinhaço, que se estende ao longo dos estados de Minas Gerais e Bahia. Esta região apresenta um reconhecido índice de endemismo em várias famílias de Angiospermas, dentre elas Xyridaceae (Giulietti et al. 1987; Giulietti & Pirani 1988; Wanderley 1992).

## Adaptações
A família Xyridaceae é encontrada em solos brejosos e úmidos das regiões tropicais e subtropicais. As espécies do gênero Xyris ocorrem como plantas terrestres em ambientes abertos como borda de floresta, campos-cerrados, campos rupestres ou como aquáticas.

## Reprodução
A Xyridaceae possuem ovário com três lóculos ou mais raramente um, pluriovulado. Cápsulas loculicidas, com sementes pequenas, estriadas ou reticuladas, têm flores grandes, coloridas e atraentes, o que indica que a polinização é feita por animal. As flores Xyridaceae não produzem néctar, e os polinizadores são atraídos pelo pólen.

## Importância Econômica
As Xyridaceae apresentam uma considerável importância econômica, pois possuem espécies com potencial ornamental, que são comercializadas como “sempre-vivas”, por conseguirem manter o mesmo aspecto depois de serem colhidas. Essa família é comercializada pelas comunidades nas serras da Bahia e Minas Gerais e nos cerrados do Distrito Federal e Goiás.
Xyris fredericoi, conhecida popularmente como “abacaxi-dourado”, é uma das espécies com maior potencial ornamental da família Xyridaceae. Essa espécie é popularmente conhecida assim pelo fato da espiga apresentar numerosas brácteas fortemente imbricadas, algumas vezes de coloração amarelo dourada, dando o aspecto de uma coroa semelhante a do abacaxi, das Bromeliaceae (Giulietti et al. 1996). Devido ao aspecto ornamental que essa família apresenta, a espécie Xyris fredericoi se encontra entre as “sempre-vivas” mais ornamentais e com um grande valor comercial.

## Conservação
Em Minas Gerais, 16 espécies de Xyris estão listadas como ameaçadas e presumivelmente ameaçadas de extinção (Mendonça & Lins 2000).

## Potencial Ornamental
As Xyridaceae são conhecidas como “sempre-vivas” e destacam-se especialmente pelas espigas vistosas e pelas plantas de pequeno porte. Possuem flores grandes, coloridas e atraentes, o que indica que a polinização é feita por animais. Por tais características as espécies do gênero Xyris são as mais usadas em arranjos e ramalhetes para decoração.

## Gêneros
- Abolboda (10 espécies)
- Achlyphila
- Aratitiyopea (1 espécie)
- Orectanthe (1 espécie)
- Xyris (171 espécies)